# Kristina Kim
Kristina Alexandrovna Kim –en rus, Кристина Александровна Ким– (Kyzylorda, 4 de setembre de 1987) és una esportista russa que va competir en taekwondo, guanyadora de dues medalles al Campionat Europeu de Taekwondo, plata en 2012 i bronze en 2010.

## Palmarès internacional
| Campionat Europeu | Campionat Europeu         | Campionat Europeu | Campionat Europeu |
| Any               | Lloc                      | Medalla           | Categoria         |
| ----------------- | ------------------------- | ----------------- | ----------------- |
| 2010              | Sant Petersburg ( Rússia) | 3                 | –49 kg            |
| 2012              | Manchester ( Regne Unit)  | 2                 | –49 kg            |